# Loïc Schwartz
Loïc Schwartz (Brussel, 4 december 1992) is een Belgisch basketballer.

## Carrière
Schwartz speelde in de jeugd van Atomics Brussel en RBC Waterloo voordat hij zich aansloot bij de jeugd van Belfius Mons-Hainaut. Hij speelde drie seizoenen voor Bergen en won daarin een keer de beker in 2011. In het seizoen 2013/14 speelde hij een seizoen voor VOO Verviers-Pepinster.
Da dit seizoen tekende hij een contract bij Spirou Charleroi waar hij met wisselmatige seizoenen toch vijf jaar speelde. Het ene seizoen speelde hij alle wedstrijden een ander nog geen 10. Na een sterk laatste seizoen maakte hij de overstap naar BC Oostende waarmee hij in vier seizoenen tijd twee keer de beker won, vier keer landskampioen werd, verkozen tot "Beste Belgische Speler", MVP van de Beker en van de Finales.
Op het einde van het seizoen raakte bekend dat hij naar het Griekse Promitheas Patras trok. In februari 2022 ging hij spelen voor Orléans Loiret Basket als vervanger van de geblesseerde Marcus Paige. In oktober 2022 tekende hij een contract bij de Franse tweedeklasser Saint-Quentin Basket-Ball. Hij verlengde er zijn contract voor het seizoen 2023/24. In 2025 verlengde hij nogmaals zijn contract bij de club.

## Erelijst
- Belgisch landskampioen: 2018, 2019, 2020, 2021
- Belgisch bekerwinnaar: 2011, 2018, 2021
- Belgisch speler van het jaar: 2021
- MVP Beker van België: 2021
- MVP van de play-off finales